# منغ وي
منغ وي هو سياسي صيني، ولد في 1956 في تشينغداو في الصين. نشط حزبياً في الحزب الشيوعي الصيني. وقد انتخب عضو مجلس الشعب الصيني ‏ خلال فترته النيابية ‏.